# Cortana
Cortana – porzucony asystent wirtualny oparty na algorytmach sztucznej inteligencji stworzony przez firmę Microsoft. Obsługiwany przez: Windows 11, Windows 10, Windows 10 Mobile, Windows Phone 8.1, Xbox One, Skype, Microsoft Band, Microsoft Band 2, Android oraz iOS. Cortana została po raz pierwszy zaprezentowana podczas konferencji Microsoft Build Developer, która odbywała się od 2 do 4 kwietnia 2014 w San Francisco. Nazwa programu pochodzi od imienia postaci niezależnej występującej w serii gier Halo.
Cortana dostępna była w języku angielskim, włoskim, hiszpańskim, francuskim, niemieckim, chińskim i japońskim. Obsługa była uzależniona od platformy programowej i regionu.
Pod koniec roku 2023 Cortana została całkowicie wyłączona i wycofana z systemów Windows, a Microsoft w następstwie Cortany obecnie skupia się na rozwoju swojego ChatBota zwanego Copilot.

## Historia
Pracę nad Cortaną rozpoczęto w 2009 roku. W założeniach „Cortana” miała być tylko nazwą kodową zaczerpniętą od imienia fikcyjnej postaci syntetycznej inteligencji z serii gier Halo. Jednak po konsultacjach i dyskusjach w gronie programistów i użytkowników testujących, zespół pod nadzorem Satyi Nadelli podjął decyzję, że w finalnym wydaniu nazwa oprogramowania nie zmieni się. Decyzja uzasadniona jest tym, że Cortana jest dobrym symbolem inteligencji, jaką posiada smartfon. W styczniu 2015 roku Microsoft udostępnił Cortanę dla systemu Windows 10 na komputery stacjonarne i urządzenia mobilne. Na komputerach i tabletach z systemem build 9926 lub nowszym Cortana jest dostępna poprzez ikonę wyszukiwania na pasku zadań, a na smartfonach poprzez przycisk wyszukiwania.

## Funkcje i zastosowanie
Charakterystyczną cechą Cortany jest rozpoznawanie i odczytywanie głosu użytkownika, jak również możliwość ustawiania głosowych przypomnień, odpowiadanie na pytania za pośrednictwem przeglądarki Edge i wyszukiwarki Bing. Cortana zastąpiła uniwersalne funkcje systemu Windows 8.1 Bing SmartSearch. Aplikacja uruchamia się, kiedy użytkownik naciśnie ikonę „szukaj” na swoim urządzeniu. Cortana ma również funkcję rozpoznawania utworów muzycznych. Cortana może również rzucić kostką i monetą używając polecenia „roll a dice” (jedna kostka), „roll the dice” (dwie kostki), monetą „flip a coin”. „Concert Watch” to funkcja, która pomaga określić ulubione zespoły muzyczne oraz artystów muzycznych poprzez monitorowanie wyszukiwarki Bing.
Od października 2014 roku, dzięki Lumii Denim, możliwe jest uruchomienie Cortany bez potrzeby dotykania urządzenia, wystarczy podać komendę „Hey Cortana”.

## Region i język

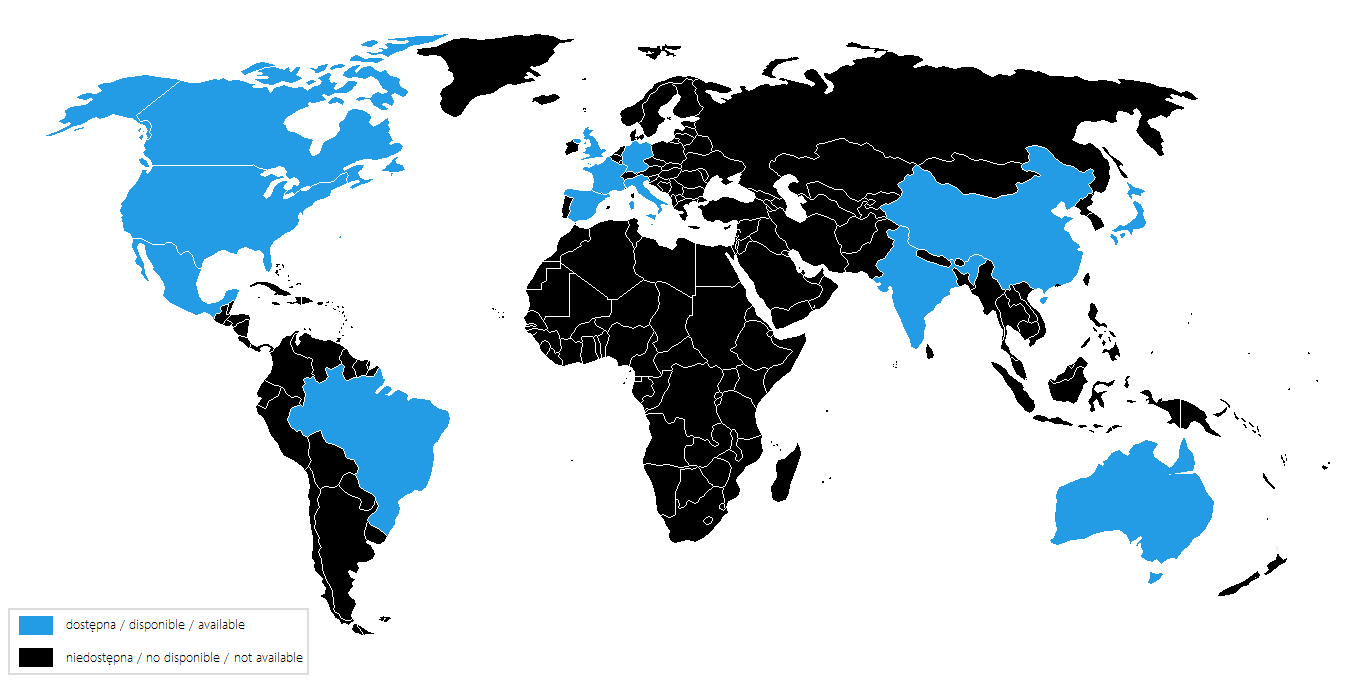
Dostępność Cortany na świecie (stan na sierpień 2016 roku)

Poprawne i płynne działanie Cortany uzależniona jest od określonego regionu, dostosowuje swój głos do języka, dialektu, kultury użytkowników. Cortana uwzględnia zwyczaje w danym państwie. Do pełnego wykorzystania możliwości oferowanych przez Cortanę nawiązywana jest współpraca z lokalnymi partnerami, dzięki którym jest możliwość dostarczania przez Microsoft najważniejszych w danym rejonie aktualności i artykułów, umożliwienie łatwej rezerwacji stolików, hoteli, biletów lotniczych oraz zamawianie usług, a także takie funkcje jak śledzenie paczek czy informacje o lotach.
Angielska wersja Cortany jest dostępna dla wszystkich użytkowników w Stanach Zjednoczonych, Kanadzie, Australii, Indiach i Wielkiej Brytanii. Inne wersje językowe Cortany dostępne  są w Chinach, Japonii, Francji, Niemczech, i Hiszpanii.
Według stanu na koniec grudnia 2020 Cortana nie była dostępna w Polsce, podobnie jak we wszystkich krajach słowiańskich.
| Język       | Region            | Dialekt                    | Status      |
| ----------- | ----------------- | -------------------------- | ----------- |
| angielski   | Stany Zjednoczone | angielszczyzna amerykańska | dostępny    |
| angielski   | Wielka Brytania   | brytyjski angielski        | dostępny    |
| angielski   | Kanada            | angielszczyzna kanadyjska  | dostępny    |
| angielski   | Australia         | australijski angielski     | dostępny    |
| angielski   | Nowa Zelandia     | nowozelandzki angielski    | niedostępny |
| angielski   | Indie             | indyjski angielski         | dostępny    |
| niemiecki   | Niemcy            | standardowy niemiecki      | dostępny    |
| włoski      | Włochy            | standardowy włoski         | dostępny    |
| hiszpański  | Hiszpania         | standardowy hiszpański     | dostępny    |
| hiszpański  | Meksyk            | meksykański hiszpański     | dostępny    |
| francuski   | Francja           | standardowy francuski      | dostępny    |
| francuski   | Kanada            | kanadyjski francuski       | dostępny    |
| chiński     | Chiny             | mandaryński                | dostępny    |
| portugalski | Brazylia          | brazylijski portugalski    | dostępny    |
| japoński    | Japonia           | standardowy japoński       | dostępny    |
| rosyjski    | Rosja             | standardowy rosyjski       | niedostępny |